# Adrien Jean Alexandre Lucy
Adrien Jean Alexandre Lucy est un homme politique français né le 6 décembre 1753 à Chèvreville et décédé le 10 février 1824 à Paris.
Avocat au moment de la Révolution, il est administrateur du département en 1790 et député de l'Oise à l'Assemblée législative de 1791. Il est nommé juge à Meaux le 14 germinal an VIII, puis député de l'Oise au Corps législatif le 2 vendémiaire an XIV. Il est conseiller à la cour impériale de Paris en 1810. Il est fait chevalier de l'Empire le 20 juin 1811.
Adrien Jean Alexandre Lucy a épousé Jeanne Julie PETIT 1772-1834 en 1793.
Fille de Pierre Pettit 1727 - 1808 et de Jeanne Renée Cabouret 1740 -1790.
Adrien Lucy, leur fils, est né le 29 avril 1794.
Adrien Lucy était un ancien receveur général des finances, officier de la Légion d'honneur.
Adrien Lucy a travaillé comme peintre de 1842 à sa mort en 1875.
Il a peint de nombreuses et magnifiques aquarelles.
Que l'on peut encore trouver aujourd'hui sur le net.
Décédé le 17 février 1875 au 14 rue Matignon à Paris.
Il est enterré au cimetière du Père-Lachaise (17e division), à Paris.

## Sources
1. ↑  Fabien Menant, Les députés de Napoléon, Paris, Nouveau Monde, 2012 (ISBN 978-2-8473-6640-2), p. 241.
2. ↑  « Cote LH//1674/40 », base Léonore, ministère français de la Culture.
3. ↑  Amis et Passionnés du Père Lachaise (APPL), « LUCY Adrien Jean Alexandre (1753-1824) », sur Cimetière du Père Lachaise – APPL, 20 mai 2012 (consulté le 17 octobre 2024)

- « Adrien Jean Alexandre Lucy », dans Adolphe Robert et Gaston Cougny, Dictionnaire des parlementaires français, Edgar Bourloton, 1889-1891 [détail de l’édition]